# Oscillatoriales

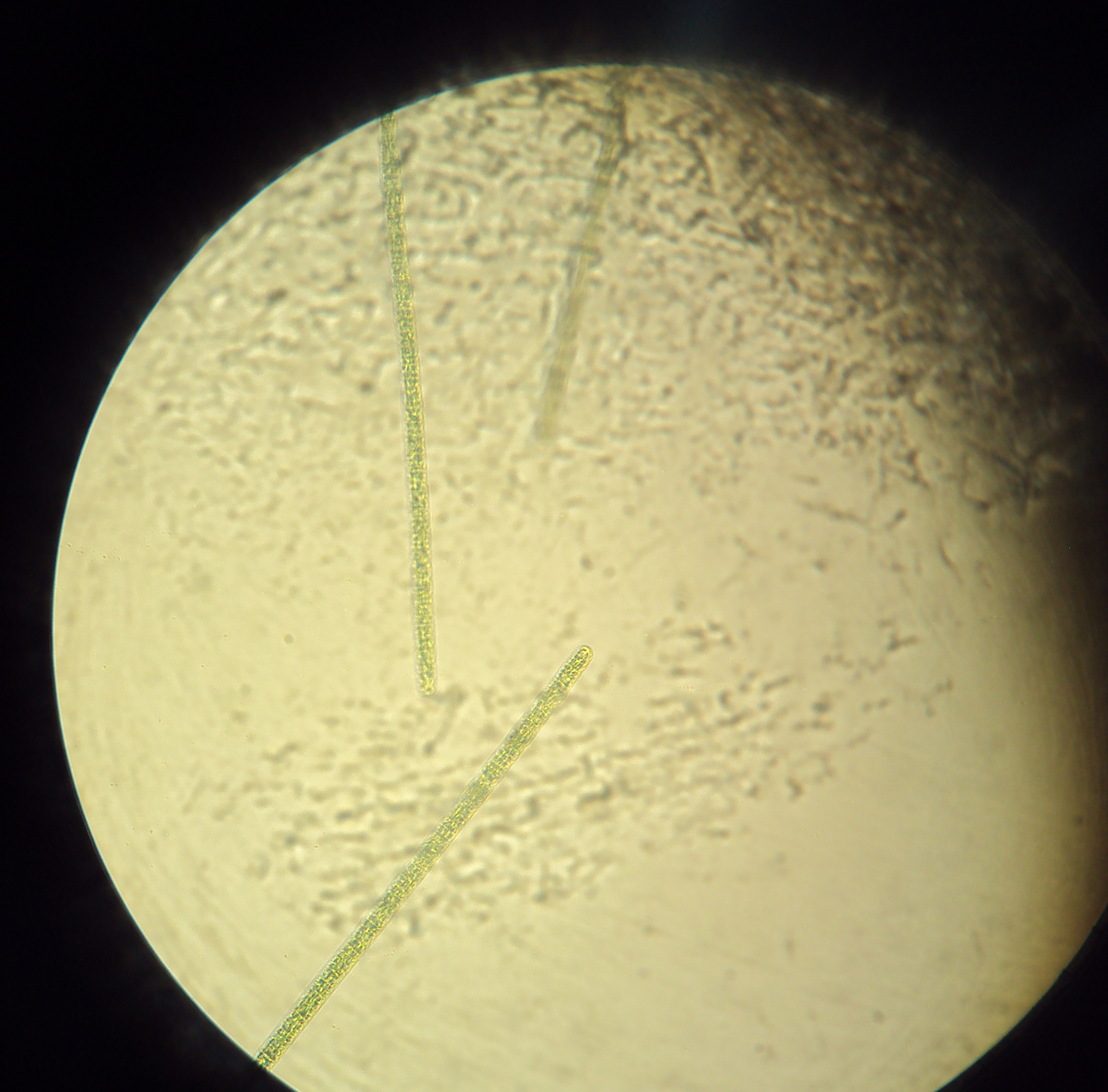
Planktothrix agardhii.

Oscillatoriales é uma ordem de cianobactérias que inclui géneros cujas células formam tricomas simples ou pseudoramificados. Reproduzem-se por meio de hormogónios e não apresentam diferenciação de acinetos ou heterocistos.
Conhecem-se cerca de 100 géneros e 1000 espécies, a grande maioria dos quais de água doce.